# Rose nere (film 1935)
Rose nere (Schwarze Rosen) è un film del 1935 diretto da Paul Martin.

## Produzione
Le riprese del film, prodotto dalla Universum Film AG (UFA), iniziarono il 23 agosto 1935 per finire in novembre
Le coreografie dei numeri musicali furono affidate a Jens Keth.
Del film, vennero girate altre due versioni: una francese dal titolo Roses noires e una inglese, Black Roses. Tutti e tre i film furono diretti da Paul Martin ed ebbero come protagonista Lilian Harvey, cambiando invece il resto del cast.

## Distribuzione
Distribuito dall'Universum Film (UFA), il film uscì nelle sale cinematografiche tedesche il 25 dicembre 1935 dopo essere stato presentato il 23 dicembre al Gloria-Palast di Berlino.